# Tlačanstvo
Tlačanstvo je bila oblika fevdalnega odnosa med fevdalcem in podložnikom (kmetom), ki je temeljil na tlaki: prisilnem delu za zemljiškega gospoda.